# 세토우치 공업지역

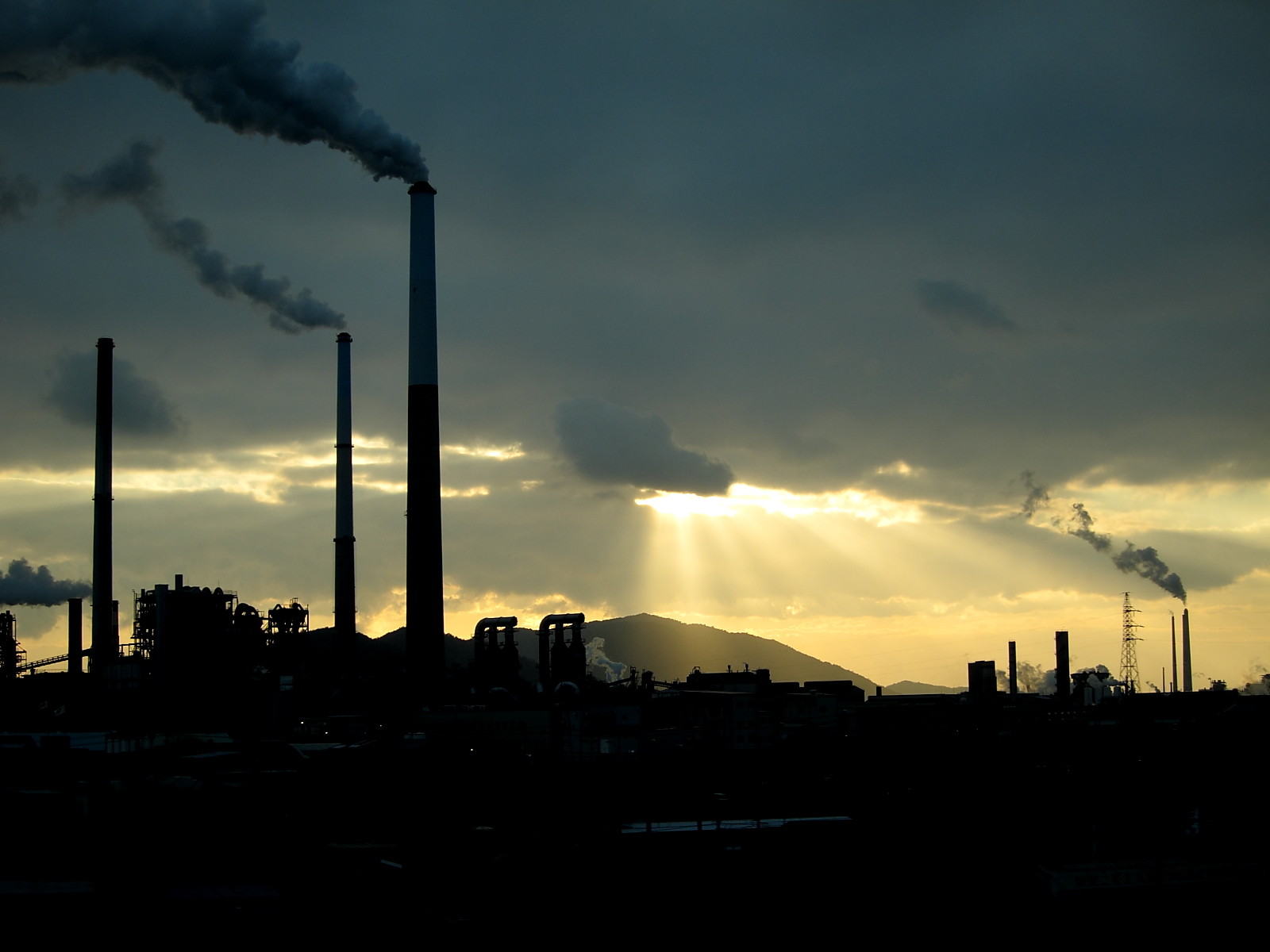
도쿠야마 시의 공장

세토우치 공업지역(일본어: 瀬戸内工業地域 세토우치코교치이키[*])는 주고쿠 지방, 시코쿠 지방의 세토 내해 연안에 펼쳐진 공업 지역이다.